# Urophora pauperata
Urophora pauperata är en tvåvingeart som först beskrevs av Zaitzev 1945.  Urophora pauperata ingår i släktet Urophora och familjen borrflugor. Inga underarter finns listade i Catalogue of Life.